# Burn It Down
Burn It Down ist ein Song der US-amerikanischen Musikgruppe Linkin Park. Am 16. April 2012 wurde es als Vorabsingle des fünften Studioalbums, Living Things, veröffentlicht.

## Hintergrund
Am 12. März 2012 gab Chester Bennington per Tweet bekannt, dass die Band die Arbeit an einem Musikvideo aufnehmen werde. Nachdem zuvor Gerüchte über eine Single namens Burn It Down aufkamen, bestätigte Mike Shinoda diesen Titel am 28. März in einer Videobotschaft. Bennington erklärte, die Band habe den Song wegen der „hohen Energie und den wirklich starken elektronischen Melodien und Hooklines, die den Song auszeichnen“ als Single gewählt.
Am 6. April wurde eine Website online gestellt, auf die ein Schiebepuzzle aufgeschaltet wurde. In unregelmäßigen Zeitabständen kamen neue Puzzles hinzu, während das alte jeweils eingefroren wurde. Hatte man schließlich am 11. April alle 16 Puzzles rechtzeitig gelöst, so erhielt man daraus die Coverabbildung der Single. Zudem wurde ein Easter Egg versteckt. Durch das Knacken eines Zahlencodes ergab sich der Albumtitel, Living Things. Wenig später wurden die Puzzles durch ein weiteres Spiel ersetzt. Man konnte dabei kurze Samples freischalten.
In diversen Folgen von LPTV (Behind-The-Scenes-Videos) wurden die Arbeiten am Lied, das den Demotitel Buried at Sea trug, und am Musikvideo gezeigt. Für die Covergestaltung verwendete die Band einen 360°-Körperscanner.

## Musikvideo
Am Tag vor der digitalen Veröffentlichung von Burn It Down erschien ein offizielles Lyric-Video. Das „richtige“ Musikvideo hatte seine Premiere am 24. Mai 2012. Wie schon bei vielen Videos zuvor, führte Joe Hahn Regie.
Bennington beschrieb das Set als eine „elektronische Hülse voll von Leitungen und Kabeln“. Das Video biete auch zahlreiche visuelle Effekte. Er erklärte, die Band habe versucht, Elemente von Liveauftritten zu erfassen. Die Band spiele im Video so, wie sie es auch live täten.

## Kritiken
Burn It Down bekam überwiegend positive Kritiken.
Rick Florino von Artistdirect schreibt, es sei ein klassisches Linkin-Park-Lied, allerdings mit neuem Feuer. Benningtons Hookline sei unvergesslich und die Band sei noch nie zuvor so feurig gewesen, was er als Anlass dafür sieht, Living Things bereits als Anwärter für das Album des Jahres zu handeln. Die Bewertung liegt bei der vollen Punktzahl von möglichen fünf Sternen.
Rolling Stone vergibt drei von fünf Sternen und kritisiert dabei Benningtons „gequältes Jaulen“ im Refrain, andererseits liefere er jedoch auch einige seiner bisher schönsten Strophen. Ansatzweise sei eine gewisse Poesie vorhanden, die eine scharfe Linie zwischen dem Glatten und dem Rauen ziehe.

## Kommerzieller Erfolg

### Chartplatzierungen
Durch die Verwendung von Burn It Down bei der Berichterstattung zur Fußball-Europameisterschaft 2012 durch das ZDF erlangte das Lied höhere Popularität und war so mit Platz zwei lange Zeit die höchstplatzierte Single von Linkin Park in den deutschen Singlecharts, ehe es 2024 von The Emptiness Machine verdrängt wurde, welches als erste Linkin-Park-Single die Spitze der deutschen Singlecharts erreichte.
| ChartsChartplatzierungen       | Höchstplatzierung | Wochen |
| ------------------------------ | ----------------- | ------ |
| Deutschland (GfK)              | 2 (42 Wo.)        | 42     |
| Österreich (Ö3)                | 10 (28 Wo.)       | 28     |
| Schweiz (IFPI)                 | 12 (25 Wo.)       | 25     |
| Vereinigte Staaten (Billboard) | 30 (23 Wo.)       | 23     |
| Vereinigtes Königreich (OCC)   | 27 (6 Wo.)        | 6      |

| ChartsJahrescharts (2012)      | Platzierung |
| ------------------------------ | ----------- |
| Deutschland (GfK)              | 20          |
| Österreich (Ö3)                | 49          |
| Schweiz (IFPI)                 | 59          |
| Vereinigte Staaten (Billboard) | 100         |

### Auszeichnungen für Musikverkäufe
| Land/Region                  | Auszeichnungen für Musikverkäufe (Land/Region, Auszeichnung, Verkäufe) | Verkäufe  |
| ---------------------------- | ---------------------------------------------------------------------- | --------- |
| Deutschland (BVMI)           | Platin                                                                 | 300.000   |
| Italien (FIMI)               | Platin                                                                 | 30.000    |
| Neuseeland (RMNZ)            | Platin                                                                 | 30.000    |
| Österreich (IFPI)            | Gold                                                                   | 15.000    |
| Schweiz (IFPI)               | Platin                                                                 | 30.000    |
| Vereinigte Staaten (RIAA)    | 3× Platin                                                              | 3.000.000 |
| Vereinigtes Königreich (BPI) | Gold                                                                   | 400.000   |
| Insgesamt                    | 2× Gold · 7× Platin ·                                                  | 3.805.000 |

Hauptartikel: Linkin Park/Auszeichnungen für Musikverkäufe

### Auszeichnungen für Musikstreaming
| Land/Region     | Auszeichnungen für Musikverkäufe (Land/Region, Auszeichnung, Verkäufe) | Verkäufe |
| --------------- | ---------------------------------------------------------------------- | -------- |
| Dänemark (IFPI) | Gold                                                                   | 900.000  |
| Insgesamt       | 1× Gold ·                                                              | 900.000  |

Hauptartikel: Linkin Park/Auszeichnungen für Musikverkäufe

## Remix
Im Rahmen von Living Things Remixed erhielten diejenigen, die das Album vorbestellt haben, acht Monate lang jeden Monat mindestens einen Remix eines Songs aus Living Things. Am 1. Juni 2012 wurde der erste Track, Burn It Down (RAC Mix), versandt. In den Monaten Juli, August und Oktober folgten weitere drei Burn It Down-Remixe: Paul van Dyk Remix, Swoon Remix und Bobina Remix.
Auf dem Remix-Album Recharged, das am 25. Oktober 2013 veröffentlicht wurde, erschien, nun als Tom Swoon Remix, der Swoon Remix ebenfalls. Der Paul van Dyk Remix diente als Bonus-Track für Vorbestellende.